# Экономическая палата Австрии
Федеральная экономическая палата Австрии (нем. Wirtschaftskammer Österreich, WKÖ) — организация, координирующая деятельность и представляющая интересы австрийского делового сообщества как на национальном, так и на международном уровнях. В рамках системы австрийских экономических палат она функционирует в качестве общенациональной организации, объединяя девять палат каждой из австрийских федеральных земель. Кроме того, в неё входят 110 торговых ассоциаций, представляющих различные отрасли промышленности страны. Большинство земельных палат и ассоциаций имеют местные отделения и представительства, созданные для оказания услуг в непосредственной близости от членов ассоциации. Председательствующий комитет Федеральной экономической палаты состоит из президента Кристофа Лейтла, шести вице-президентов, а также — генерального секретаря Анны Марии Хоххаузер и её заместителя. Членство в палате является обязательным для австрийских компаний — таким образом, палата включает в себя все действующие фирмы страны: в ней насчитывается около 430 000 предприятий, представляющих самые разные сферы бизнеса (от торговли и ремёсел, до финансов и страхования).

## Основные задачи и род деятельности
Основной задачей палаты является представление интересов её членов на всех уровнях государственного управления. По закону правительственные органы обязаны консультироваться с федеральной палатой (или местными палатами) по всем законодательным проектам и важным изменениям в государственном регулировании. Во многих законах предусмотрено положение о вовлечении палаты в процесс принятия решений и административные процедуры. Палата также оказывает информационное и консультационное обслуживание своих членов: типичные вопросы включают налогообложение, трудовое право, профессиональную подготовку, отраслевое законодательство, рекламу в целом и маркетинговые исследования, в частности.

### Коллективные переговоры с профсоюзами
Торговые ассоциации участвуют в переговорах с соответствующим отраслевым профсоюзом. Продвижение продукции предприятий и развитие их экономики в целом, а также обучение и консультирование, в основном организуются специализированным отделом в каждом регионе, известном как WIFI (нем. Wirtschaftsfoerderungsinstituth).

### Поддержка бизнеса
Поддержку бизнесу и продвижение международной торговли оказывает специализированный департамент на национальном уровне, известный как AWO (нем. Außenwirtschaft Österreich), в который входят 110 отделений в разных странах по всему миру (Австрийские торговые комиссии) и сеть специализированных экспертов в государственных палатах. Специальный закон (нем. Wirtschaftskammergesetz) обеспечивает правовую основу для австрийских федеральных экономических палат, обеспечивая правовой базис для самих палат, принципы их сотрудничества, обязательное членство предприятий и правила установления членских взносов. Хотя экономические палаты и регулируются федеральным законом, их деятельность имеет только предпринимательскую направленность.

## Устройство палаты и её управление
Каждые пять лет предприниматели выбирают из своих рядов должностных лиц и представителей для каждой торговой ассоциации и федеральной палаты в целом (общей численностью более 10000 сотрудников): кандидаты на выборы также выдвигаются ассоциациями. Некоторые из существующих ассоциаций предпринимателей связаны с отдельными политическими партиями, в то время как другие являются полностью независимыми от политики. С 1999 года доктор Кристоф Лейтл был трижды избран президентом австрийской Федеральной экономической палаты.
Федеральная экономическая палата Австрии финансово самодостаточна: около 85 % её расходов покрываются за счет членских взносов, а ещё 15 % — за счёт доходов продаж. Как утверждает руководство самой Палаты, этот фактор, в сочетании с «демократическим самоуправлением», делает Палату полностью независимыми от государственных органов.

## AdvantageAustria.org
В Австрии продвижение внешней торговли является, согласно закону, одним из основных видов деятельности экономической палаты. Значение внешней торговли для Австрии находит свое отражение в широком спектре услуг, предоставляемых сайтом AdvantageAustria.org, аккумулирующему международную сеть австрийских торговых офисов: в большинстве случаев связанных с соответствующими отделами австрийских посольств.
Кроме того, AdvantageAustria.org предлагает австрийским предприятиям спектр дополнительных услуг, включая специализированные услуги, связанные с членством в ЕС, информационные услуги и консультирование. Основная цель проекта: помощь в создании и поддержании успешных продаж на международных рынках. AdvantageAustria.org также отвечает за организацию торговых миссий и официальное участие в международных торговых ярмарках, а также — предоставляет консультации и помощь для прибывающих торговых миссий из других стран.
Руководители каждой австрийской торговой палаты, австрийские торговые уполномоченные или делегаты оказывают помощь австрийским компаниям в поиске новых бизнес-контактов и развитии существующего бизнеса. Торговые комиссары выполняют задачи по организации контактов между покупателями и потенциальными контрагентами, импортёрами и партнерами. Они также помогают получать кредитные рейтинги, выбирать торговые названия и регистрировать патенты.